# David Cánovas
David Cánovas González (Santa Cruz de Tenerife, 1971) es un director y realizador de televisión canario.

## Biografía y obra
Estudió en la facultad de Ciencias de la Información de la Universidad Complutense de Madrid en la misma clase que Alejandro Amenábar y Mateo Gil entre otros. A su vuelta a Tenerife empieza a trabajar en televisiones locales, mientras realiza sus primeros cortos con cierto éxito local. En 1998 se desplaza nuevamente a Madrid en los que empieza a trabajar en varias productoras como editor y realizador. 
En el año 2002 graba su cortometraje Mate con el que obtiene numerosos premios en el territorio nacional. En el año 2003 graba Sin remite con el que obtiene entre otros premios el de la mejor producción canaria en el Festival de Cortometrajes de Arona y el segundo premio del concurso Caja Canarias para cortos. En 2005 cuenta con el actor José Coronado en  El intruso con el que sigue cosechando premios y una nominación a los Premios Goya en el apartado mejor cortometraje de ficción. En 2006 rueda en formato 35 mm el cortometraje Cambio de turno con el que cuenta con un buen elenco de actores españoles, y que se estrena en 2007. En sus guiones siempre cuenta con José Amaro Carrillo y Rubén Sánchez Trigos. Sigue rodando cortos y lo compagina con su faceta de realizador de televisión (Supernanny, Clever!). 
En 2016 estrena su primer largometraje La punta del iceberg, basada en la obra teatral homónima de Antonio Tabares, en la que una gran multinacional se ve obligada a tomar cartas en el asunto y hacer una investigación interna por el suicidio de tres de sus empleados. Sofía Cuevas (Maribel Verdú) será la encargada de realizar las pesquisas correspondientes para esclarecer los hechos. La investigación sacará a la luz los abusos de poder, mentiras y un ambiente laboral opresivo como estrategia para maximizar resultados reduciendo personal.

## Filmografía
- La punta del iceberg (2016). Largometraje.
- Odio (2011) Cortometraje.
- El contratiempo (2009) Cortometraje.
- Cuestión de actitud (2008). Cortometraje.
- Cambio de turno (2007). Cortometraje.
- El intruso (2005). Cortometraje.
- Sin remite (2003). Cortometraje.
- Mate (2002). Cortometraje.